# Artefacto explosivo improvisado

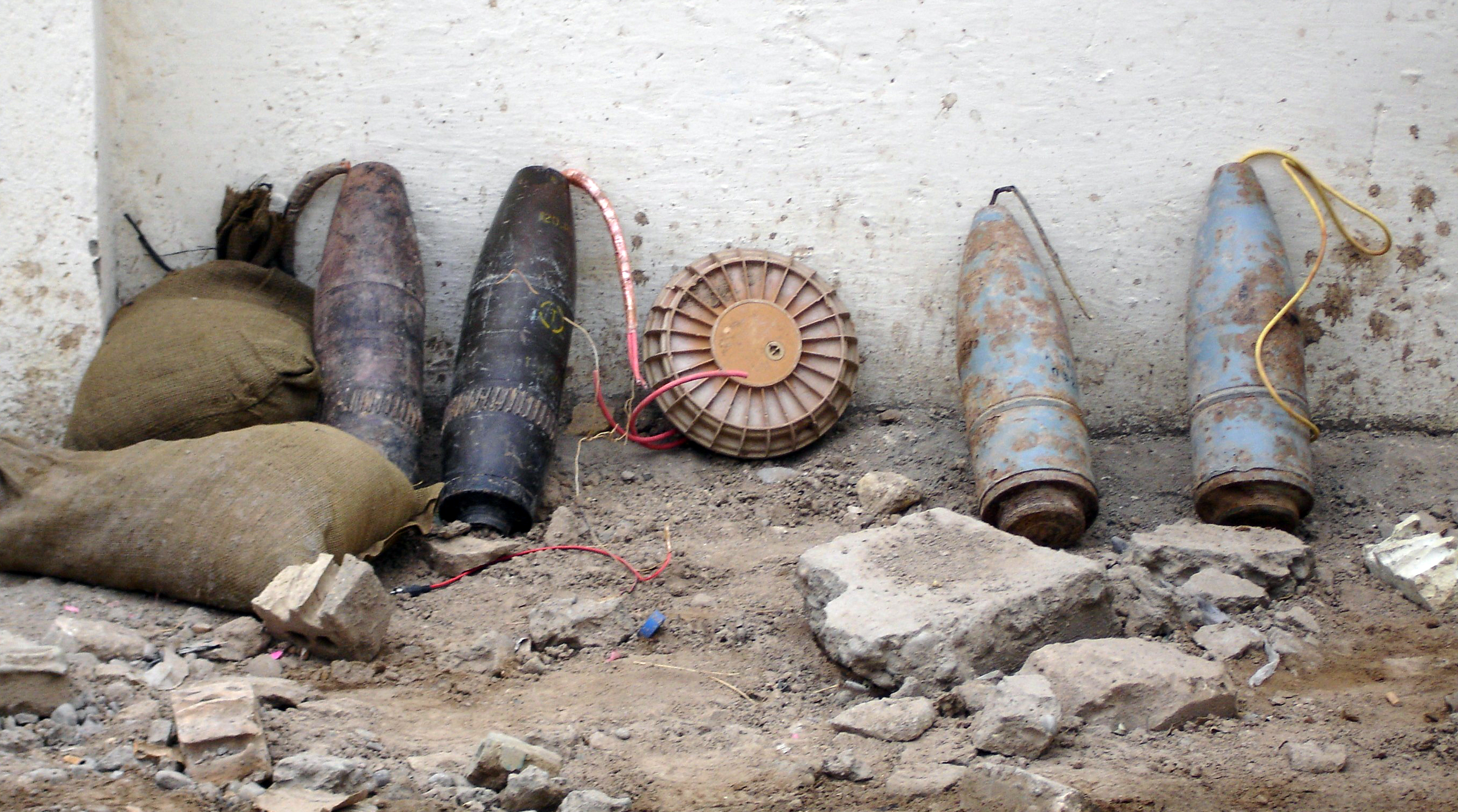
Diversos artefactos explosivos improvisados descubiertos por la policía iraquí en Bagdad en 2005.

Un artefacto explosivo improvisado o IED (abreviatura del inglés improvised explosive device) es un dispositivo explosivo usado frecuentemente en la guerra no convencional o guerra asimétrica, por fuerzas comando, guerrillas y terroristas. Se le conoce también como bomba caminera, nombre usado por algunos medios periodísticos para referirse a este tipo de artefactos explosivos.

## Características
Los artefactos explosivos improvisados suelen ser fabricados con distintos diseños, mecanismos detonantes y tipos de explosivos, lo que los hace aún más peligrosos si son detectados y deben ser desarmados. Para evitar ser detectados han sido hechos de bidones de plástico rellenos con explosivo y esquirlas. En otros casos son obuses o bombas aéreas a 
los cuales se les conecta un detonador.
Pueden tener un detonador activado por control remoto, rayos infrarrojos, mecanismo temporizador con conmutador de membrana (tipo horno de microondas) o resortes. En algunos casos varios artefactos suelen estar montados para obtener una explosión en cadena, por ejemplo en el ataque a un convoy o tren.

## Historia
La utilización de trampas explosivas va ligada a la historia militar desde el comienzo del uso de la pólvora.
En el siglo XX existen antecedentes de su utilización en la llamada guerra de Invierno entre Finlandia y la Unión Soviética (1939-1940).
Otro ejemplo de su uso coordinado a gran escala fue en la llamada guerra del ferrocarril en Bielorrusia durante la Segunda Guerra Mundial entre 1943 y 1944, en la cual fueron usados por los llamados partisanos para descarrilar los trenes alemanes.
Durante la guerra de Vietnam fueron usados por el Frente Nacional de Liberación de Vietnam (Vietcong), utilizando material militar estadounidense abandonado o no explosionado.
En Irlanda del Norte, el IRA Provisional (IRA) los usó contra las tropas del Reino Unido durante la llamada Campaña del IRA Provisional 1969–1997.
En Afganistán, los llamados muyahidines los utilizaron entre 1978 y 1992 durante la guerra civil. Posteriormente, en la guerra en Afganistán de 2001 han sido utilizados por los talibán.
En Líbano fueron usados por Hezbolá contra las tropas del ejército de Israel entre 1982 y 2000.
También fueron utilizados contra el ejército de Israel en las llamadas Intifadas (1987-1991) y (2000-2005).
En Chechenia han sido utilizados por los militantes secesionistas contra Rusia en la primera guerra chechena (1994-1996) y desde 1999.
Han sido ampliamente utilizados en la guerra civil siria tanto por los rebeldes como por el Estado Islámico (2011-presente) como también por las Unidades de Protección Popular (YPG) en su estrategia de guerra de guerrillas contra la ocupación turca en Afrin.

## Detección de Artefactos Explosivos

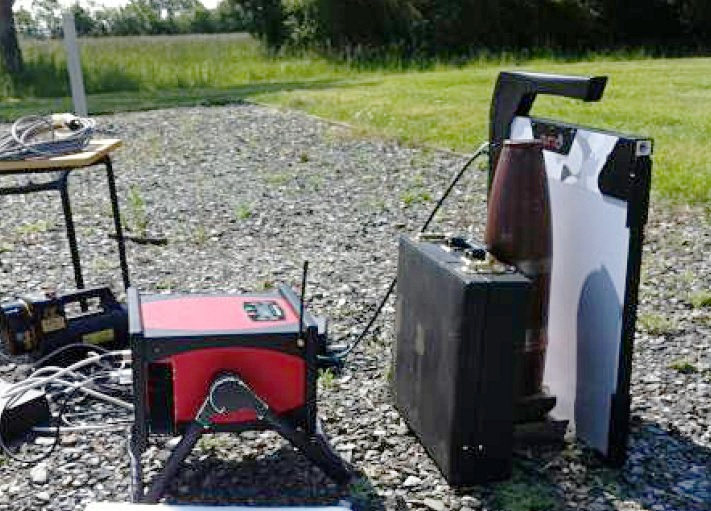
Detección por rayos X.

La tecnología clásica por excelencia es la detección de metales, orientada a la detección de elementos detonadores fundamentalmente. Es una tecnología muy madura cuya misión real es desviar todo objeto metálico hacia la monitorización por rayos X. Son usados para inspección de bultos, objetos de mano, maletas, contenedores, etc. Permite detectar la presencia de masa de explosivo. Proveen óptimos resultados a una distancia segura. Las fuerzas militares, alrededor del mundo, operan con robots para propósitos de inteligencia y para desactivar bombas en zonas de combate. La policía usa robots para desechar IED en áreas urbanas, modos de transporte y ubicaciones abarrotadas. En los últimos años, ha evolucionado considerablemente la tecnología y se han incorporado a los equipos convencionales diferentes versiones: tomografía computarizada (imágenes en 3D) para equipajes de bodega; energía dual, que permite diferenciar con mayor precisión la densidad efectiva de los materiales y, por tanto, la identificación de determinados materiales.

## Tipo según el elemento de ataque

### Cabeza nuclear
El Dictionary of Military and Associated Terms (JCS Pub 1-02) incluye dos definiciones de artefactos improvisados: artefactos explosivos improvisados (IED) y artefacto nuclear improvisado (IND). Estas definiciones se refieren a lo Nuclear y lo Explosivo en CBRNe. Quedan sin definir las definiciones química, biológica y radiológica. Se han creado cuatro definiciones para basarse en la estructura de la definición del JCS. Los términos se han creado para estandarizar el lenguaje de los primeros intervinientes y de los militares y para correlacionar el panorama operativo.

### Explosivo
Artefacto colocado o fabricado de manera improvisada que incorpora sustancias químicas destructivas, letales, nocivas, pirotécnicas o incendiarias y está diseñado para destruir, incapacitar, hostigar o distraer. Puede incorporar material militar, pero normalmente se diseña a partir de componentes no militares.

### Penetrador/proyectiles formados explosivamente (EFP)

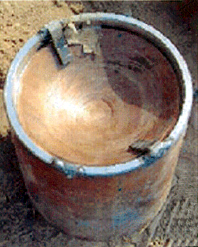
Dispositivo explosivo improvisado en Iraq. La forma de cobre cóncavo en la parte superior define un proyectil penetrante formado por explosión.

Los artefactos explosivos improvisados se han desplegado en forma de proyectil penetrante formado por explosión (PPFE), un tipo especial de carga conformada que es eficaz a grandes distancias del objetivo (50 metros o más), sin embargo no son precisos a largas distancias.  Esto se debe a la forma en que se producen.  La gran "bala" proyectada por la explosión no tiene estabilización porque no tiene aletas de cola y no gira como la bala de un rifle.  Sin esta estabilización, la trayectoria no puede determinarse con precisión más allá de los 50 metros.  Un PPFE es esencialmente una carga moldeada cilíndrica con un disco metálico cóncavo mecanizado (a menudo de cobre) delante, apuntando hacia dentro. La fuerza de la carga moldeada convierte el disco en un proyectil de alta velocidad, capaz de penetrar el blindaje de la mayoría de los vehículos de guerra modernos.

### Cargas focalizadas direccionalmente
Las cargas direccionalmente enfocadas (también conocidas como cargas fragmentarias direccionalmente enfocadas dependiendo de la construcción) son muy similares a las EFP, con la principal diferencia de que la placa superior suele ser plana y no cóncava. Tampoco se fabrica con cobre mecanizado sino con metal fundido o cortado mucho más barato. Cuando se fabrica para fragmentación, el contenido de la carga suele ser tuercas, tornillos, rodamientos de bolas y otros productos similares de metralla y explosivo. Si sólo consiste en la placa metálica plana, se conoce como carga de plato, que cumple una función similar a la de un EFP con un efecto reducido pero una construcción más sencilla.

### Químico
Dispositivo que incorpora los atributos tóxicos de materiales químicos diseñados para dispersar materiales químicos tóxicos con el fin de crear un efecto tóxico fisiopatológico primario (morbilidad y mortalidad) o un efecto psicológico secundario (causar miedo y modificación del comportamiento) en una población mayor. Estos artefactos pueden fabricarse de forma totalmente improvisada o pueden ser una modificación improvisada de un arma existente.[cita requerida]

### Biológico
Dispositivo que incorpora materiales biológicos diseñados para provocar la dispersión de material biológico transmitido por vectores con el fin de crear un efecto tóxico fisiopatológico primario (morbilidad y mortalidad), o un efecto psicológico secundario (causar miedo y modificar el comportamiento) en una población más amplia. 

### Incendiario
Dispositivo que utiliza reacciones químicas exotérmicas diseñadas para provocar la rápida propagación del fuego con el fin de crear un efecto fisiopatológico primario (morbilidad y mortalidad) o un efecto psicológico secundario (provocar miedo y modificar el comportamiento) en una población más amplia, o que puede utilizarse con la intención de obtener una ventaja táctica. Estos artefactos pueden fabricarse de forma totalmente improvisada o ser una modificación improvisada de un arma existente. Un tipo común es el cóctel molotov.

### Radiológico
Dispositivo especulativo que incorpora materiales radiactivos diseñados para provocar la dispersión de material radiactivo con el fin de negar una zona y causar daños económicos, y/o con el fin de crear un efecto tóxico fisiopatológico primario (morbilidad y mortalidad), o un efecto psicológico secundario (causar miedo y modificar el comportamiento) en una población más amplia. Estos dispositivos pueden fabricarse de forma totalmente improvisada o pueden ser una modificación improvisada de un arma nuclear existente. También se denomina dispositivo de dispersión radiológica (RDD) o "bomba sucia".[cita requerida]

### Nuclear
Dispositivo nuclear improvisado probablemente de tipo pistola o tipo explosión.

## Según medio de entrega

### Vehículo

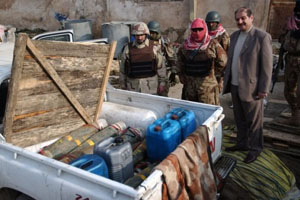
Proyectiles de artillería y bidones de gasolina descubiertos en la parte trasera de una camioneta en Irak.

Un vehículo puede estar cargado de explosivos, preparados para explotar por control remoto o por un pasajero/conductor, lo que se conoce comúnmente como coche bomba o IED transportado por vehículo (VBIED, pronunciado vee-bid). En ocasiones, el conductor del coche bomba puede haber sido obligado a entregar el vehículo bajo coacción, una situación conocida como "bomba por poderes". Los rasgos distintivos son los vehículos bajos con un peso excesivo, los vehículos con un solo pasajero y aquellos en los que el interior de los vehículos parece haber sido desmontado y reconstruido. y pueden ser aumentadas con esquirlas para aumentar la fragmentación.  El Departamento de Estado de EE. UU. ha publicado una guía de concienciación sobre coches bomba.
ISIS ha utilizado camiones bomba con efectos devastadores.

### Embarcación
Los barcos cargados de explosivos pueden utilizarse contra barcos y zonas conectadas con el agua. Un ejemplo temprano de este tipo fueron los barcos suicidas japoneses Shinyo durante la Segunda Guerra Mundial. Los barcos estaban llenos con explosivos e intentaban embestir a los barcos aliados, a veces con éxito, habiendo hundido o dañado gravemente varios barcos estadounidenses al final de la guerra. Los terroristas suicidas utilizaron un artefacto explosivo improvisado en una embarcación para atentar contra el USS Cole; tropas estadounidenses y británicas también murieron por artefactos explosivos improvisados en embarcaciones en Irak. También se sabe que los Tamil Tigers Sea Tigers utilizaron SWBIEDs durante la Guerra Civil de Sri Lanka.

### Animal
Monos y cerdos de guerra fueron utilizados como incendiarios alrededor del año 1000 d. C. Más famosamente el "perro antitanque" y la "bomba murciélago" fueron desarrollados durante la Segunda Guerra Mundial. En tiempos recientes, un niño de dos años y otras siete personas murieron por explosivos atados a un caballo en la ciudad de Chita en Colombia. Los cadáveres de ciertos animales también fueron utilizados para ocultar artefactos explosivos por la insurgencia iraquí.

### Collar
Los artefactos explosivos improvisados atados al cuello de los campesinos han sido utilizados en al menos tres ocasiones por la guerrilla en Colombia, como forma de extorsión. El repartidor de pizzas estadounidense Brian Douglas Wells fue asesinado en 2003 por un explosivo atado a su cuello, supuestamente bajo coacción del fabricante de la bomba. En 2011, un atacante supuestamente colocó en su casa una bomba tipo collar a una colegiala de Sídney, Australia. El artefacto fue retirado por la policía tras una operación de diez horas y resultó ser un engaño.

### Suicida
Los atentados suicidas suelen referirse a un individuo que lleva explosivos y los detona para matar a otras personas, incluido a sí mismo. El terrorista oculta los explosivos en su persona y a su alrededor, mediante el uso de un chaleco, cinturón, mochila, calzado o ropa interior y utiliza un dispositivo eléctrico o mecánico para activar la carga explosiva que transporta. La lógica que subyace a estos atentados es la creencia de que un artefacto explosivo improvisado lanzado por un ser humano tiene más posibilidades de éxito que cualquier otro método de ataque. Además, está el impacto psicológico de los niños soldados dispuestos a sacrificarse deliberadamente por su causa.

### Implantado quirúrgicamente
En mayo de 2012 funcionarios antiterroristas estadounidenses dieron a conocer el descubrimiento de documentos que describían la preparación y el uso de artefactos explosivos improvisados implantados quirúrgicamente.
Los dispositivos estaban diseñados para evitar su detección.
Los dispositivos no contenían metal, por lo que no podían ser detectados por rayos X.
Los funcionarios de seguridad se refirieron a las bombas implantadas quirúrgicamente en las adiposidades del abdomen de los terroristas suicidas.
Según el Daily Mirror funcionarios de seguridad del Reino Unido del MI-6 afirmaron que las mujeres terroristas podrían viajar sin ser detectadas llevando los productos químicos explosivos en implantes mamarios por lo demás estándar. El terrorista haría estallar los explosivos implantados inyectando un desencadenante químico.

### Robot
Los robots también pueden utilizarse para transportar explosivos. El primer caso documentado de este tipo se produjo tras el tiroteo de 2016 contra agentes de policía de Dallas, cuando se utilizó un robot desactivador de bombas para transportar explosivos con los que matar a Micah Xavier Johnson, que estaba escondido en un lugar inaccesible para los francotiradores de la policía. Además, se utilizaron drones que transportaban explosivos en un presunto intento de asesinato contra el presidente venezolano Nicolás Maduro en 2018.

### Túnel
Los grupos terroristas ISIS
y Al-Nusra han utilizado bombas detonadas en túneles excavados bajo los objetivos.

### Cohete improvisado
En 2008, los artefactos explosivos improvisados propulsados por cohetes, denominados por los militares Municiones Improvisadas Asistidas por Cohetes, Morteros Improvisados Asistidos por Cohetes y (IRAM), empezaron a emplearse en grandes cantidades contra las fuerzas estadounidenses en Irak. Se han descrito como tanques de propano llenos de explosivos y propulsados por cohetes de 107 mm. Son similares a algunos morteros barrack buster del IRA Provisional.
Nuevos tipos de IRAM, entre ellos el IRAM Volcán y los cohetes Elefante, se utilizan durante la guerra civil siria.

#### Mortero improvisado
Los morteros improvisados han sido utilizados por muchos grupos insurgentes, incluso durante la guerra civil en Siria y la insurgencia de Boko Haram. El IRA utilizó morteros improvisados llamados barrack busters.
La artillería improvisada, incluidos los cañones infernales, fue utilizada por las fuerzas rebeldes durante la guerra civil siria.